# Astragalus merkensis
Astragalus merkensis là một loài thực vật có hoa trong họ Đậu. Loài này được Kamelin & Kovalevsk. miêu tả khoa học đầu tiên.